# Forte de Queixome

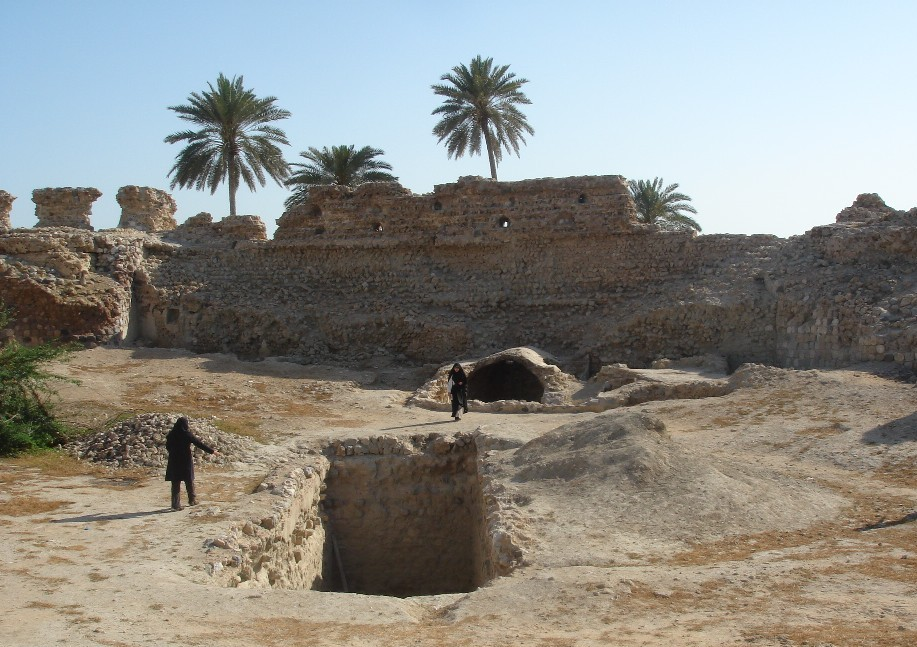
Forte de Queixome, Irão: aspecto das ruínas

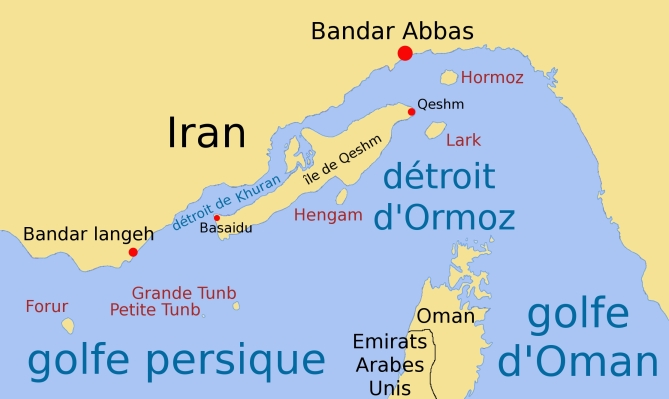
Mapa do Estreito de Ormuz vendo-se a posição estratégica da ilha de Queixome fronteira à de Ormuz

O Forte de Queixome localiza-se ao Norte da ilha de Queixome (Qeshm), no Estreito de Ormuz, atual Irão.
Esta fortificação foi erguida para dar suporte às operações comerciais portuguesas na área, particularmente ao vizinho Forte de Nossa Senhora da Conceição de Ormuz, os seus vestígios constituindo-se em um importante testemunho da ocupação portuguesa na região do golfo Pérsico entre os séculos XVI e XVII.

## História

### Antecedentes
Em 1301, o soberano de Ormuz, Baa Adim Aiaz, transferiu a sua corte e uma grande parte da população para a ilha de Queixome, após um ataque dos Tártaros. Deste período em diante, a ilha tornou-se uma importante dependência do Reino de Ormuz, até mesmo fornecendo água potável para o reino. Quando o rei de Ormuz, Cotabedine Tantã III Firuz Xá abdicou em favor de seu filho, Ceifadim (1417-1436), em 1417, retirou-se para a ilha de Queixome.
A posição da ilha como o maior centro mercantil do reino é demonstrada pelo fato de que, no fim de Setembro de 1552, o almirante turco Piri Reis atacou-a, capturando "uma grande quantidade de bens, de ouro e prata e em moedas (...) o mais rico prêmio que poderia ser encontrado em todo o mundo", de acordo com uma fonte coeva.

### O forte na ilha de Queixome
Em Janeiro de 1619, Rui Freire de Andrada, "General do Mar de Ormuz e costa da Pérsia e Arábia", partiu de Lisboa para o Golfo Pérsico, com instruções para dispersar os Ingleses, que haviam fundado uma feitoria em Jâsk desde 1616, pressionando os Persas, em parte desalojando-os da guarnição em Queixome e ali erguendo uma fortificação portuguesa. a armada fundeou em Ormuz a 20 de junho de 1620.
A principal fragilidade de Ormuz era a falta de água potável, o que obrigava a que não apenas esta fosse trazida dos vizinhos bandel do Comorão e da ilha de Queixome, mas também a lenha e os demais suprimentos necessários ao consumo da população e da guarnição. A sul de Ormuz, na ilha de Lareca, havia água, mas além de relativamente distante, durante boa parte do ano o regime dos ventos impedia a viagem de ida e volta. À época, os persas haviam conquistado o bandel do Comorão (1614) e tinham começado a instalar-se na ilha de Queixome (1618), o que deixava Ormuz à sua mercê. Por essa razão, a Coroa Portuguesa deu ordens a Rui Freire para a construção de uma fortaleza em Queixome, abrangendo alguns dos poços de água, o que garantiria a segurança de Ormuz. Assim que chegou a Ormuz, Rui Freire preparou-se para cumprir as suas ordens, no que foi contrariado pelo capitão de Ormuz, que tinha receio de que isso pudesse servir de pretexto ao Xá para iniciar a guerra contra os portugueses, dado que eles continuavam a fornecer água a Ormuz.
Um efetivo de duzentos soldados portugueses, à frente de uma tropa de mil soldados do reino de Ormuz, desembarcou na ilha em 7 de maio de 1621, varrendo os Persas. No dia seguinte iniciaram um forte na sua extremidade oriental, concluído no curto espaço de cinco meses e meio, com a função de controlar os poços de água potável que abasteciam o vizinho forte na ilha de Ormuz. A construção deste forte foi interpretada pelo Xá Abas I da Pérsia (Dinastia Safávida) como um ato de franca hostilidade. No início do Inverno de 1621-1622, desse modo, o Imã Goli Cã de Shiraz, manteve um bloqueio terrestre de nove meses a esta guarnição portuguesa, sob o comando de Rui Freire, visando, efetivamente, cortar o suprimento de água potável e de suprimentos à ilha de Ormuz, o seu verdadeiro objetivo. A providencial chegada a Jâsk, a 24 de dezembro de 1621, de uma frota da Companhia das Índias Orientais Inglesa, em busca de seda, forneceu ao comandante Persa recursos para o bloqueio naval aos portugueses, em troca, entre outros pontos, do direito ao Forte de Ormuz. Desse modo, a 2 de fevereiro de 1622, cinco peças de artilharia inglesas foram desembarcadas. Após infrutíferas negociações entre Rui Freire e Edward Monnox, os ingleses passaram a bombardear o forte português, forçando-o à rendição (11 de fevereiro). Rui Freire foi aprisionado e enviado pelo "Lion" para Surate e uma guarnição persa estabeleceu-se na ilha. O navegador do Ártico, William Baffin, foi morto nesta operação.

### Consequências
Voltando as suas atenções para Ormuz, a 20 de fevereiro uma flotilha persa com mais de 3000 homens e o apoio de seis embarcações Inglesas, colocaram cerco ao Forte de Ormuz. Os Persas ofereceram ao comandante português da praça a ilha de Queixome em troca de 500 000 patacas e o porto de Julfar, na costa da Arábia, recém-conquistado aos portugueses por uma força combinada de árabes e persas. A oferta, entretanto, foi recusada e, em poucos meses, a própria Ormuz era perdida para os Persas e seus aliados Ingleses (3 de maio). A guarnição e a população portuguesa na ilha, cerca de 2 000 pessoas, foi enviada para Mascate.
A posição Persa na ilha de Queixome era débil e, por essa razão, durante o Inverno de 1629-1630, a ilha foi atacada e conquistada por uma grande frota portuguesa. O comércio português voltou a florescer, de tal maneira que os Persas concordaram em pagar tributo aos portugueses pelo uso da ilha de Queixome. A morte do Xá Abaz I, entretanto, seguida pela execução do Imã Goli Cã, colocou um fim a estes pagamentos. Enquanto isso, os Neerolandeses estavam vivenciando dificuldades na negociação de um tratado com os Persas e, em 1645, atacaram a guarnição Persa em Queixome. Embora incapazes de conquistar o forte os holandeses conseguiram pressionar o Xá, aumentando a sua vantagem para negociar. Os portugueses, a seu turno, insistiram em reclamar junto aos Persas o tributo pela utilização da ilha de Queixome até 1673. À época, entre o final da década de 1670 e o início da de 1680, o comércio neerlandês na região tornou-se deficitário sob as condições então existentes. Por essa razão, uma frota sob o comando de Casembroot, capturou a ilha em 1683.

### Doséculo XXaos nossos dias
Entre 1999 e a Primavera de 2000, uma campanha conduzida pelo arqueólogo Ehsan Yaghmayi, trouxe à luz três das quatro muralhas da fortificação histórica portuguesa, tanto interna quanto externamente.
Em 27 de novembro de 2005 um terremoto atingiu a ilha, destruindo o troço Leste da muralha da antiga fortificação portuguesa, antes que escavações pudessem ter colocado a descoberto este último setor do sítio.
As escavações permitiram identificar pratos de porcelana chinesa, vidros de Veneza e canhões.

## Características
Uma representação do forte, datada do século XVII, mostra uma fortificação de planta quadrada, com baluartes nos vértices, envolvida por um fosso. Ao centro, no terrapleno, erguiam-se as edificações de serviço.